# Mikvé
Mikvé betegner det bad, ortodokse jøder benytter i forbindelse med rituel renselse. Badet skal helst kontinuerligt gennemstrømmes af frisk vand.
Kvinder skal foretage et rituelt bad i en mikvé før brylluppet og efter menstruation og fødsel. Mænd skal benytte mikvéen før jødiske helligdage og i forbindelse med konvertering til jødedommen.
- Wikimedia Commons har flere filer relateret til Mikvé

| Religion | Spire Denne religionsartikel er en spire som bør udbygges. Du er velkommen til at hjælpe Wikipedia ved at udvide den. |